# Le Moulin de la chance (film)
Pour l’article homonyme, voir Le Moulin de la chance.
Pour plus de détails, voir Fiche technique et Distribution.
Le Moulin de la chance (La Moara cu noroc) est un film roumain réalisé par Victor Iliu, sorti en 1957.

## Fiche technique
- Titre : Le Moulin de la chance
- Titre original : La Moara cu noroc
- Réalisation : Victor Iliu
- Scénario : Titus Popovici, Alexandru Struteanu et Ioan Slavici d'après son roman Le Moulin de la chance
- Musique : Paul Constantinescu
- Photographie : Ovidiu Gologan
- Montage : Emanuela Libros
- Société de production : Studioul Cinematografic Bucuresti
- Pays :  Roumanie
- Genre : Policier et drame
- Durée : 110 minutes
- Dates de sortie : 
  -  Roumanie : 26 janvier 1957

## Distribution
- Constantin Codrescu : Ghita
- Geo Barton : Lica Samadaul
- Ioana Bulca : Ana
- Colea Răutu : Pintea
- Marietta Rares : Batrana
- Gheorghe Ghitulescu : Raut
- Benedict Dabija : Buza Rupta
- Ion Atanasiu-Atlas : Saila Boarul

## Distinctions
Le film a été présenté en sélection officielle en compétition au Festival de Cannes 1957.